# レ・サーフス
レ・サーフス（Les Surfs）は60年代フランスで活躍したアフリカ系のアイドルグループである。昭和30年代ではレ・サーフと表記されていた。

## 概要
アメリカのフランキー・ライモン&ザ・ティーンエイジャーズの影響受けてデビューした、マダガスカル系移民の黒人兄弟のポップスコーラスグループであり、アメリカのジャクソン5が登場するまでの期間の間に活躍した。日本ではあまり知られては居なかったが、フランスでは人気アイドルグループであり、主にアメリカン・ポップスのカヴァーを精力的に取り上げたりした。

## 主な楽曲
- ビー・マイ・ベイビー
- 世界は愛を求めている（フランス語、スペイン語）
- 天使のハンマー
- 花のささやき（イタリア語）
- ゼアズ・ア・プレイス
- キス・ミー・セイラー
- 若さがあるさ
- 大したことないさ

## 映画
- アイドルを探せ